# 나우로보틱스
주식회사 나우로보틱스(영어: NAU Robotics)는 대한민국의 지능형 로봇 기업이다.

## 역사 및 현황
2016년 10월 27일에 나우테크닉스으로 설립되었으며, 2021년 현재의 사명으로 변경하였다.
2025년 5월 8일에 소부장 특례상장으로 대신증권과 iM증권을 주관사로 공모가 6,800원에 코스닥 시장에 상장하였다.

## 사업
크게 산업용로봇(직교 로봇, 다관절 로봇, 스카라 로봇 등), 물류로봇, 로봇 자동화시스템(산업용 로봇을 기반으로 한 스마트 제조 자동화 솔루션) 등의 사업을 영위하며 완제품 로봇 제조를 위한 로봇 모션 제어 기술과 하드웨어 설계 기술을 가지고 있다.
매출은 산업용 로봇에서 48.03%, 자동화시스템에서 41.38% 발생하고 있다.(2024년 기준)